# Geoffroy II de Grandpré
Geoffroy II de Grandpré, ou Geoffroy II de Château-Porcien, né vers 1155 et mort vers 1206, est seigneur de Château-Porcien et de Balham. Il est le fils de Geoffroy Ier de Grandpré, seigneur de Château-Porcien, et de son épouse Alix de Bazoches.

## Biographie
À la mort de son père Geoffroy Ier de Grandpré vers 1185, il lui succède en tant que seigneur de Château-Porcien et de Balham.
Il fait partie des bienfaiteurs du prieuré de Château-Porcien dont il augmente le nombre de moines de quatre à six. 
Il meurt vers 1206 et son fils aîné Raoul lui succède dans ses terres et titres.

## Mariage et enfants
Il épouse Élisabeth de Rozoy, dame de Grandchamp, fille de Renaud, seigneur de Rozoy, et de son épouse Juliane de Rumigny, avec qui il a au moins six enfants :
- Raoul de Grandpré, qui succède à son père ;
- Geoffroy de Grandpré, cité dans des chartes de 1196, 1206 et 1211 ;
- Guy de Grandpré,  cité dans des chartes de 1196 et 1206 ;
- Henry de Grandpré, cité dans une charte de 1206 ;
- Guichard de Grandpré, chanoine à Reims ;
- une fille citée mais non nommée dans une charte de 1206.

Devenue veuve vers 1206, Élisabeth de Rozoy épouse en secondes noces Nicolas de Rumigny.